# Eumicrosoma beneficum
Eumicrosoma beneficum is een vliesvleugelig insect uit de familie van de Scelionidae. De wetenschappelijke naam van de soort is voor het eerst geldig gepubliceerd in 1913 door Gahan.